# 2020 QG
2020 QG — астероїд з групи Аполлона. 16 серпня 2020 року о 04:09 UTC пролетів повз Землю на відстані 2950 км. На момент відкриття він пройшов ближче до Землі, ніж будь-який відомий астероїд, за винятком тих, що стали метеорами. Його рекорд побив 2020 VT4, який 13 листопада 2020 року пролетів повз Землю на відстані 374 км.

## Орбіта
2020 QG обертається навколо Сонця на відстані приблизно 1,0–2,9 а. о.. До зближення із Землею орбітальний період астероїда становив 990,5 днів (з головою піввіссю 1,9 а. о.). Після збурення гравітацією Землі орбітальний період збільшився до 964,2 дня. До збурення орбіта астероїда мала ексцентриситет 0,49 і нахил відносно екліптики 5,5 °. Після зближення із Землю орбітальний ексцентриситет став 0,48, а нахил становить 4,7°.